# My Boy (canción)
«My Boy» es la adaptación al inglés de la canción «Parce que je t'aime, mon enfant», coescrita e interpretada originalmente por Claude François en 1970. Adaptada al inglés por Bill Martin y Phil Coulter, esta versión fue grabada originalmente por el actor irlandés Richard Harris en 1971. La versión más conocida de la canción es una grabación por el cantante estadounidense Elvis Presley. Se publicó en enero de 1975 como el segundo y último sencillo de su álbum Good Times.

## Recepción de la crítica
Un escritor no especificado de la revista Cash Box declaró: “La voz profunda y soñadora de Elvis se eleva por encima de una producción poderosa y con mucho cuerpo con trompetas cortesanas ardiendo”.

## Rendimiento comercial
En Estados Unidos, «My Boy» debutó en el número 49 en la lista Easy Listening durante la semana que terminó el 8 de febrero de 1975, donde se desempeñó como el segundo debut más bajo de la edición. Después de escalar de manera constante la lista durante nueve semanas consecutivas, encabezó la lista el 5 de abril, donde desplazó la canción de Helen Reddy, «Emotion», del puesto más alto. «My Boy» salió de la lista Top 50 Easy Listening el 26 de abril en el número 15; en total, pasó doce semanas consecutivas entre los rankings de la lista. En la lista de sencillos de todos los géneros, el sencillo alcanzó el número 20 el 8 de marzo.
Fuera del país natal de Presley, el sencillo tuvo un éxito comercial menor. En Canadá, debutó en el puesto número 44 de la lista RPM Pop Music Playlist durante la semana que terminó el 22 de febrero, donde se desempeñó como el segundo debut más alto de la edición. En su sexta semana en la lista, «My Boy» alcanzó el primer puesto que anteriormente ocupaba «Emotion» de Helen Reddy. «My Boy» salió de la lista Pop Music Playlist el 10 de mayo en el número 41; en total, pasó once semanas consecutivas entre los rankings de la lista. En la lista de sencillos de todos los géneros, «My Boy» alcanzó el puesto número 21 el 22 de marzo.

## Lista de canciones
- US 7-inch single – RCA PB-10191[11]

1. «My Boy» – 3:18
2. «Thinking About You» – 3:02

- UK 7-inch single – RCA 2458[12]

1. «My Boy» – 3:18
2. «Loving Arms» – 2:53

## Posicionamiento

### Gráfica semanal
| Gráfica (1975)                                 | Pico de posición |
| ---------------------------------------------- | ---------------- |
| Australia (Kent Music Report)                  | 10               |
| Bélgica (Flandes) (Ultratop Singles)           | 3                |
| Bélgica (Valonia) (Ultratop Singles)           | 5                |
| Canadá (RPM Top Singles)                       | 21               |
| Canadá (RPM Pop Music Playlist)                | 1                |
| Canadá (RPM Country Playlist)                  | 27               |
| Estados Unidos (Billboard Hot 100)             | 20               |
| Estados Unidos (Billboard Easy Listening)      | 1                |
| Estados Unidos (Billboard Hot Country Singles) | 14               |
| Irlanda (Irish Singles Chart)                  | 4                |
| Nueva Zelanda (Recorded Music NZ)              | 12               |
| Países Bajos (Nederlandse Top 40)              | 9                |
| Países Bajos (Single Top 100)                  | 9                |

### Gráfica de fin de año
| Gráfica (1975)                       | Pico de posición |
| ------------------------------------ | ---------------- |
| Australia (Kent Music Report)        | 65               |
| Bélgica (Flandes) (Ultratop Singles) | 24               |
| Países Bajos (Nederlandse Top 40)    | 69               |
| Países Bajos (Single Top 100)        | 84               |

## Certificaciones y ventas
| País                                                     | Certificación | Ventas   |
| -------------------------------------------------------- | ------------- | -------- |
| Reino Unido (BPI)                                        | Plata         | 250 000* |
| *cifras de ventas basadas únicamente en la certificación |               |          |